# Pseudovipio deserticola
Pseudovipio deserticola är en stekelart som först beskrevs av Telenga 1936.  Pseudovipio deserticola ingår i släktet Pseudovipio och familjen bracksteklar. Inga underarter finns listade i Catalogue of Life.